# Бангалорський метрополітен
Бангалорський метрополітен, Намма метро — переважно наземна позавулична швидкісна рейкова система міського транспорту в місті Бангалор, Індія. Четвертий метрополітен в Індії.

## Історія
Проектування було розпочато наприкінці XX століття, остаточний проект був затверджений в 2006 році у Делі. Будівництво почалося 15 квітня 2007 року. Спорудження ведеться з японською допомогою та з використанням на підземних ділянках тунелепрохідних комплексів "Маргарита" та "Хелен". 
Метрополітен планувалося відкрити 4 квітня 2011 року, приурочивши до свята Угаді. Але відкриття було відкладено до 20 жовтня для проведення завершальних робіт, тестового руху та сертифікації. Початкова ділянка складалася з 6 станцій довжиною 6,7 км.

## Лінії
У складі першої черги визначено дві лінії з 41 станцією, що проходять з заходу на схід (Лінія 2) та з півночі на південь (Лінія 1) міста. Загальна довжина ліній становить 42,3 км, з яких 8,8 км — підземні, а інші ділянки — наземні. На Лінії 2 — 5 підземних станцій, на Линії 1 — 3. Наземні станції та колійні естакади вирізняються великими бетонними основами та підняті на значну висоту — до 10 м.
| Лінія  | Термінали         | Термінали    | Дата відкриття | Довжина | Станцій |
| ------ | ----------------- | ------------ | -------------- | ------- | ------- |
| 2      | Baiyappanahalli   | Mysore Road  | 20 жовтня 2011 | 18.1 км | 17      |
| 1      | Hesaraghatta Road | Puttenahalli | 1 березня 2014 | 24.2 км | 24      |
| Разом: | Разом:            | Разом:       | Разом:         | 42,3 км | 41      |

## Перспективи
Заплановано продовження до грудня 2018 року Пурпурової лінії на 6 станцій та 8,8 км, Зеленої лінії на 5 станцій та 6,3 км.

## Експлуатація
Керуючою організацією є Bangalore Metro Rail Corporation Ltd (BMRCL). Вартість квитка у півтори рази вище вартості проїзду в автобусі й становить від 7 до 15 рупій. Використовуються пластикові смарт-жетони чорного кольору та смарт-карти з краєвидом міста.
У метрополітені експлуатуються тривагонні потяги, кінцеві вагони є моторними. Виробництво потягів було здійснено консорціумом з компаній Mitsubishi, Hyundai Rotem, Bharat Earth Movers. Живлення здійснюється через контактному рейку постійним струмом з напругою 750 вольт. На першочергових лініях передбачено два електродепо — Byappanahalli та Peenya.

## Галерея

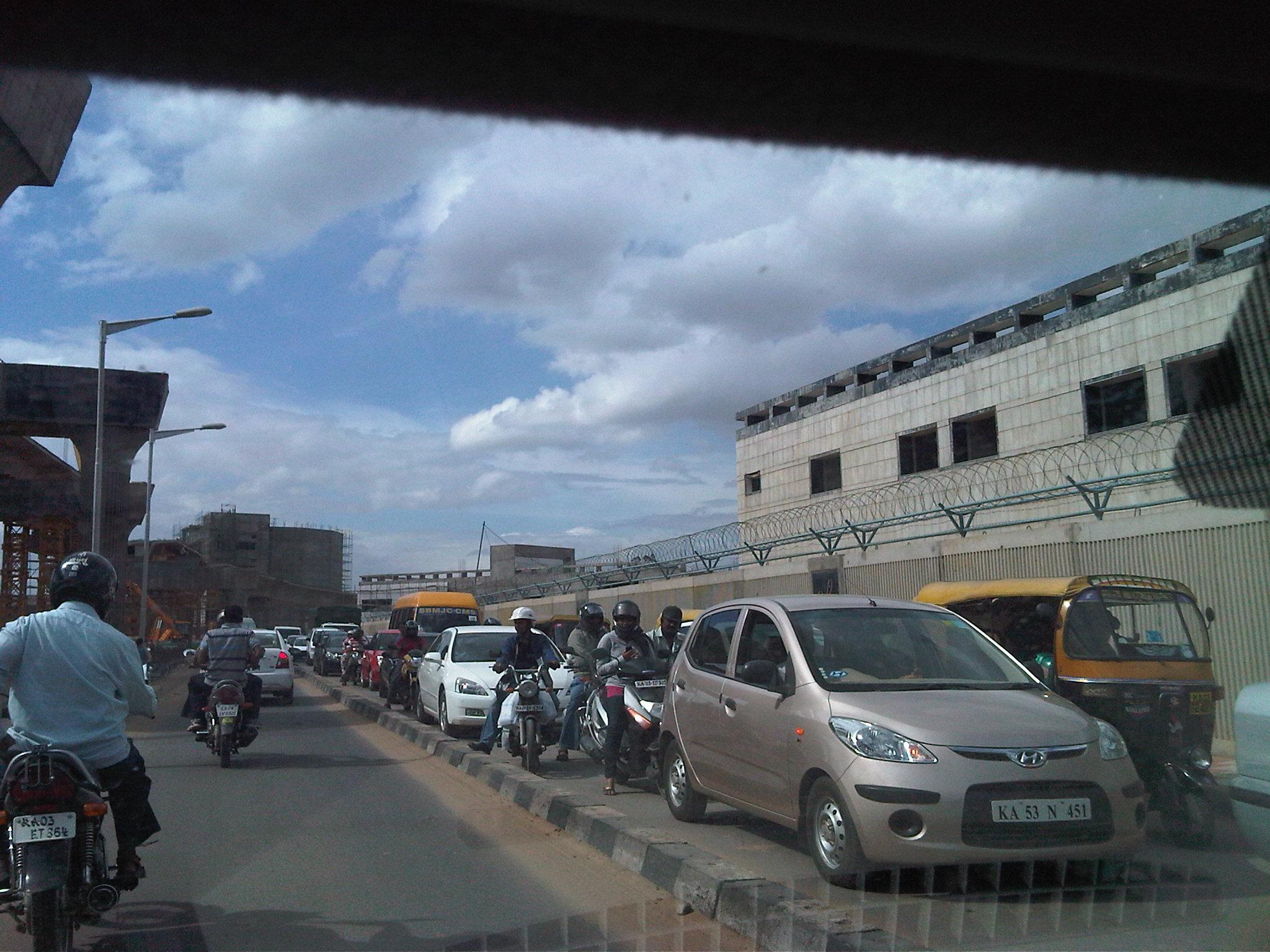
Термінал Baiyappanahalli під час будівництва
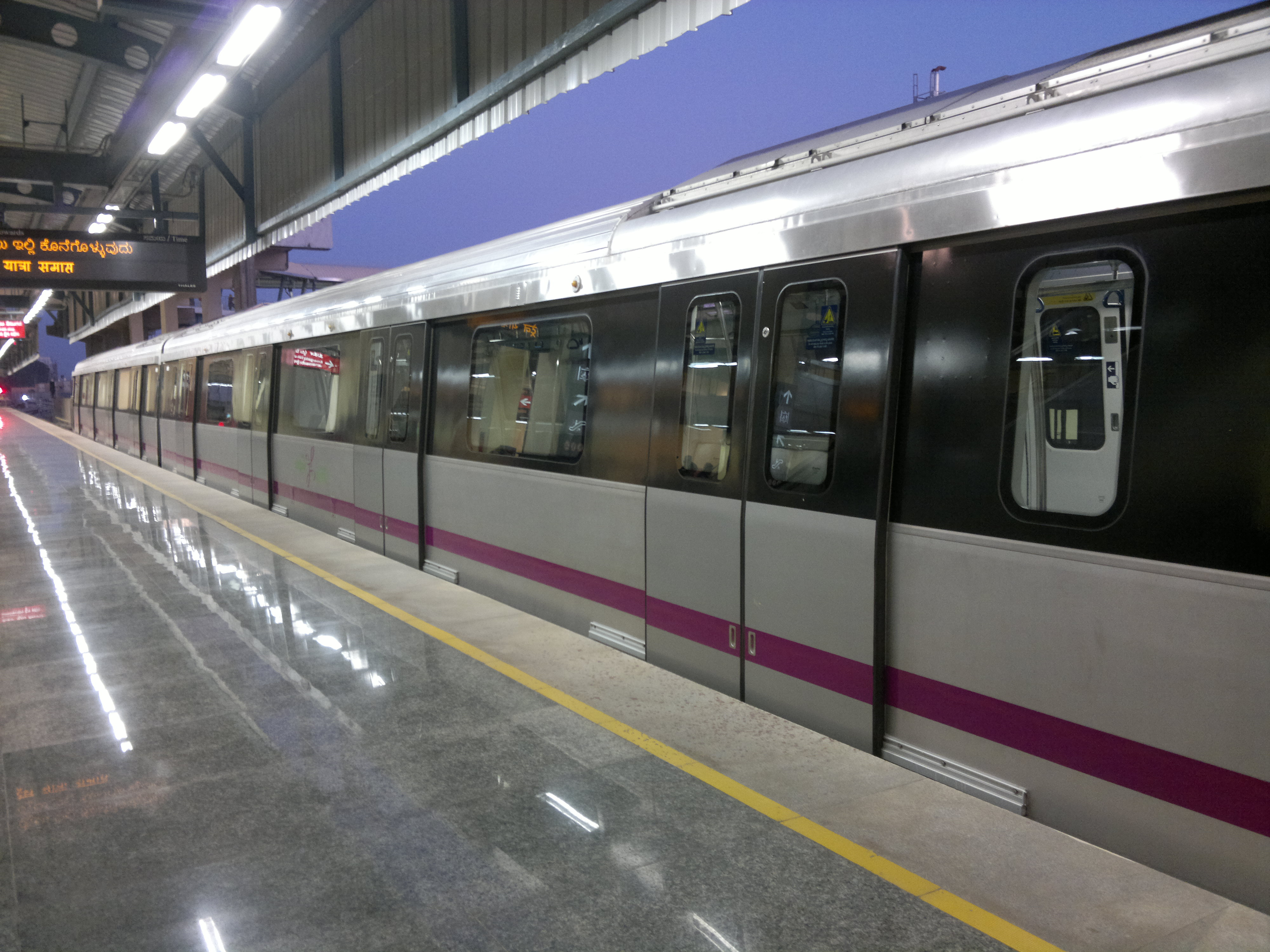
Потяг на станції Baiyappanahalli
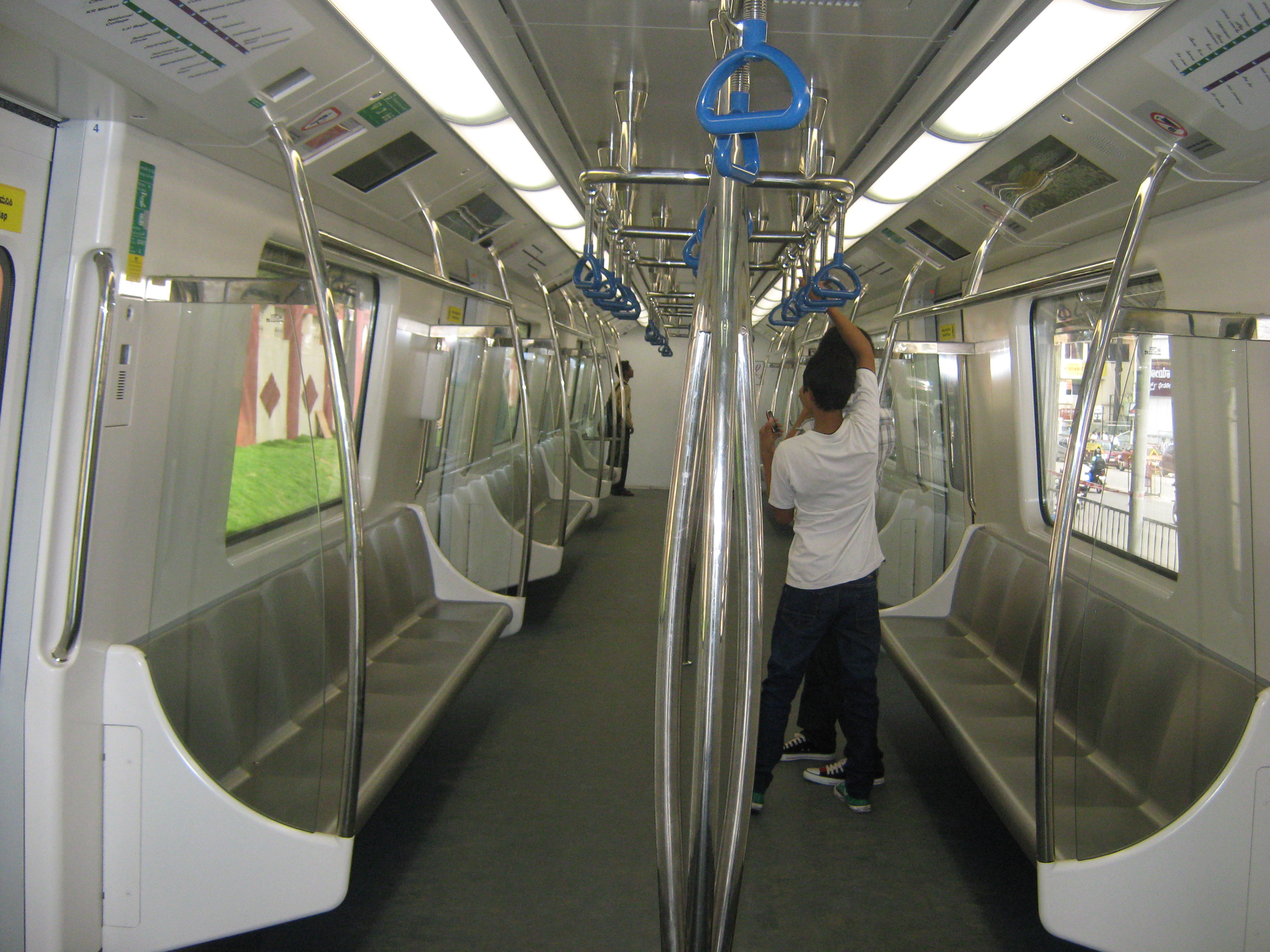
Інтер'єр вагону Бангалорського метрополітену